# Leucaspis coniferarum
Leucaspis coniferarum är en insektsart som beskrevs av Hall och Williams 1962. Leucaspis coniferarum ingår i släktet Leucaspis och familjen pansarsköldlöss. Inga underarter finns listade i Catalogue of Life.